# Позим (річка)
По́зим (рос. Позымь, Позимь) — річка в Удмуртії, Росія, ліва притока річки Іж. Протікає територією Воткінського та Зав'яловського районів, та по місту Іжевськ.
Назва річки походить від старовинного угро-слов'янського, що в перекладів означає «річка, яка заросла, заболотилась». Такі річки не були в пошані, так як вони мають небезпечні ділянки, слизькі береги, в руслі багато опалих дерев. Влітку 1774 року на берегах річки пройшов бій між повстанцями Омеляна Пугачова та загоном управителя Іжевського заводу І. Я. Алимовим, в якому перемогу дістали повсталі.
Ширина русла в нижній течії становить 8-10 м, глибиною до 2,6 м, через що річка не судноплавна.
Притоки:
- праві — Іюль, Вожойка, Чемошурка, Карлутка;
- ліва — Руська Казмаска, Мартьяновка, Бидвайка, Люллінка.

Над річкою розташовані населені пункти:
- Воткінський район — Верхня Позим, Красна Горка, Хорохори
- Зав'яловський район — Вожой, Позим
- місто Іжевськ